# Singel (Amsterdam)

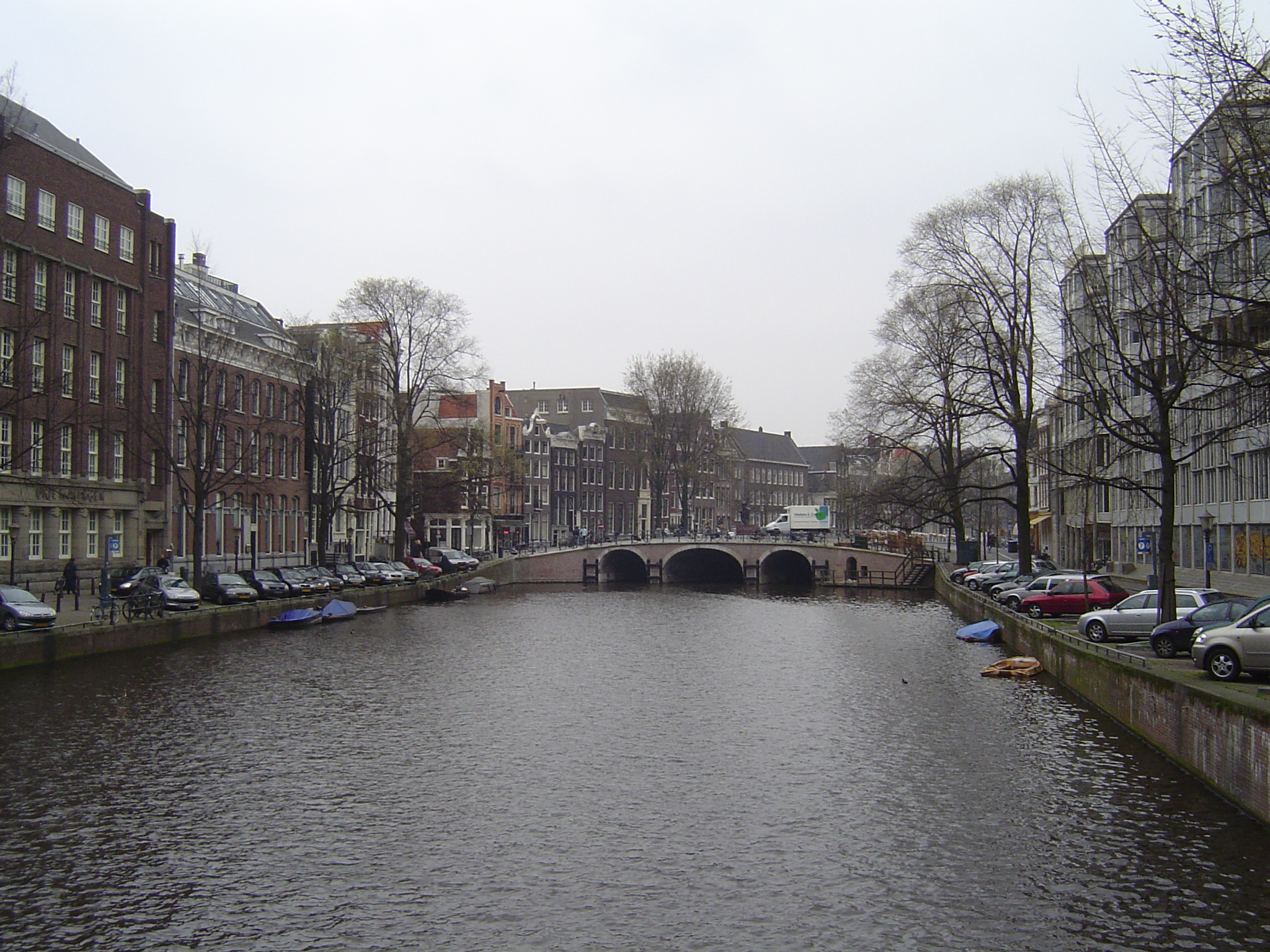
Il canale Singel

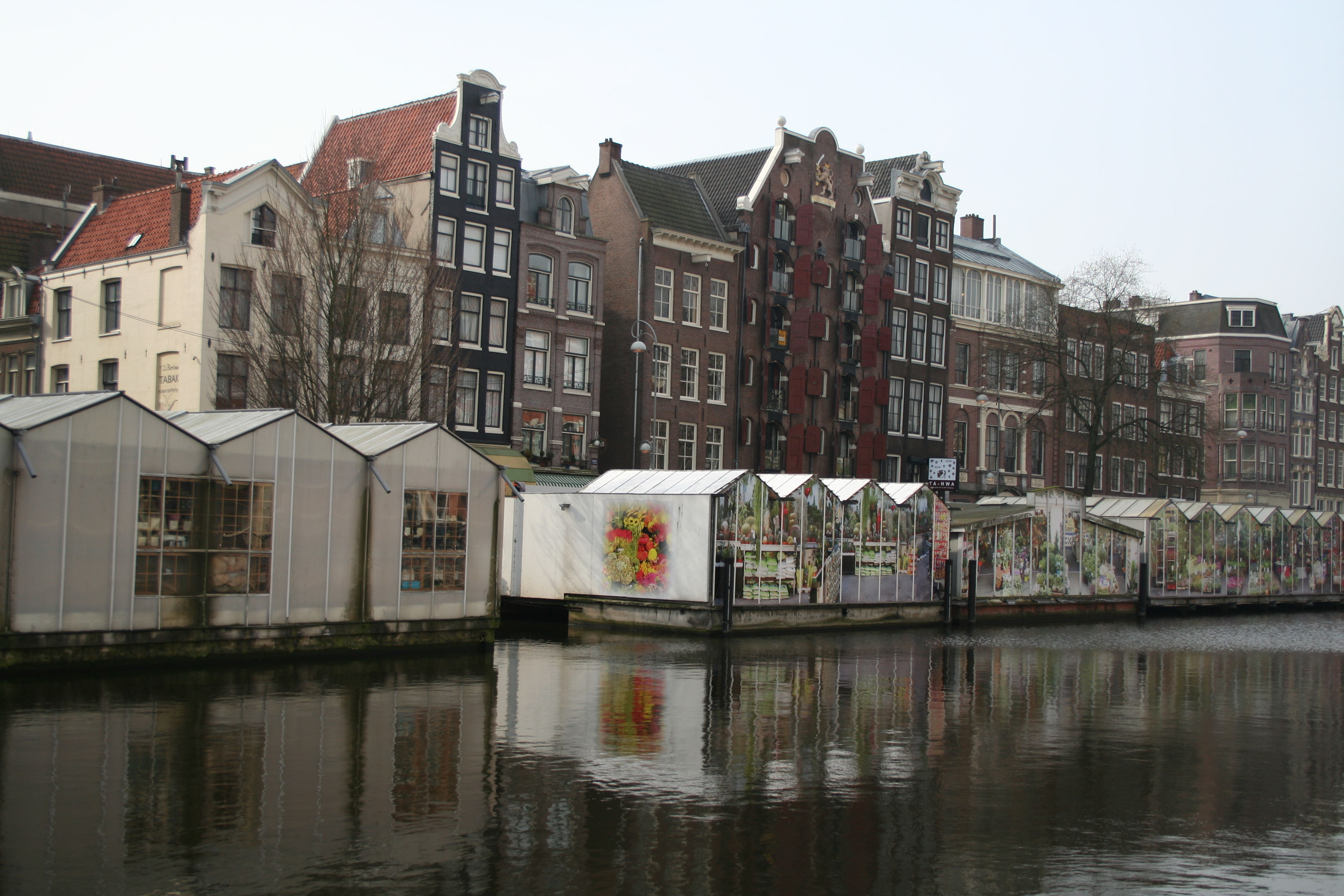
Altra immagine del Singel

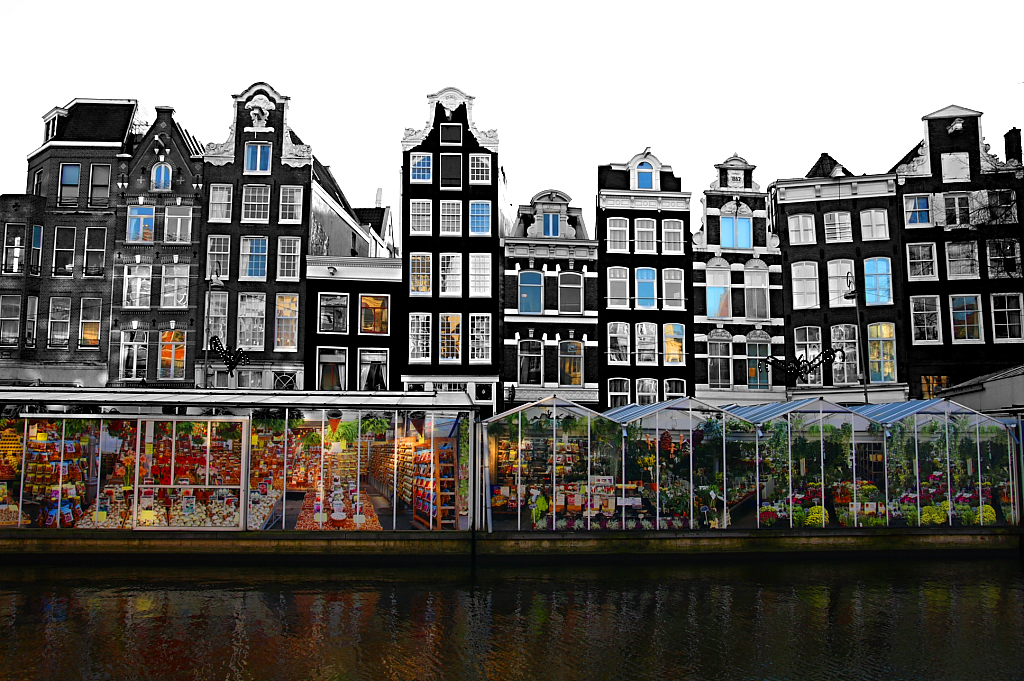
Il Bloemenmarkt, mercato dei fiori galleggiante sul Singel

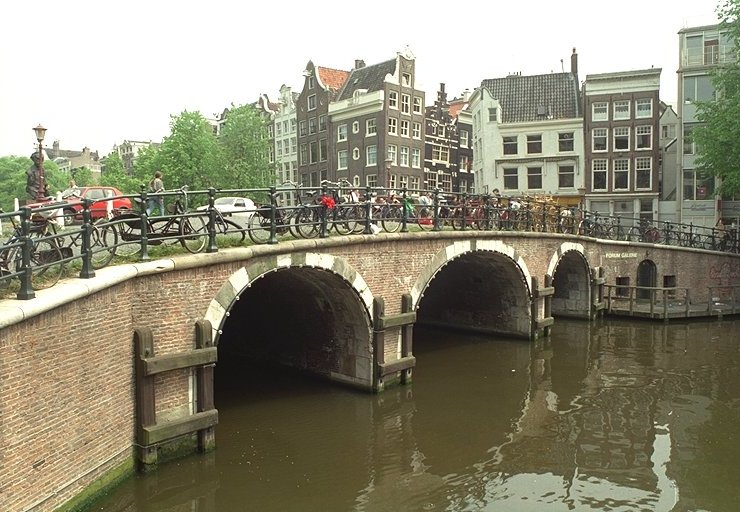
La Torensluis

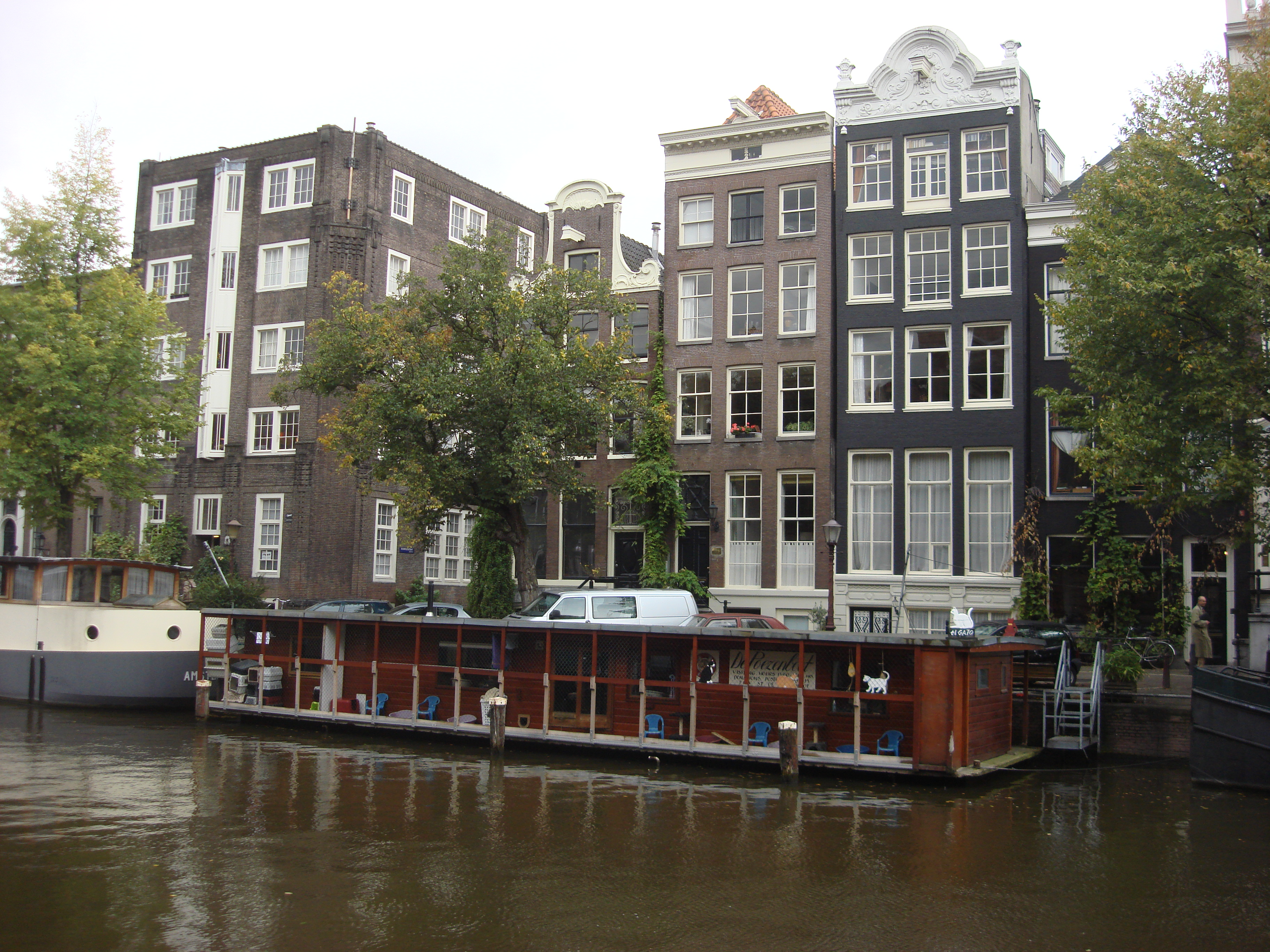
La Poezenboot, celebre casa galleggiante sul Singel

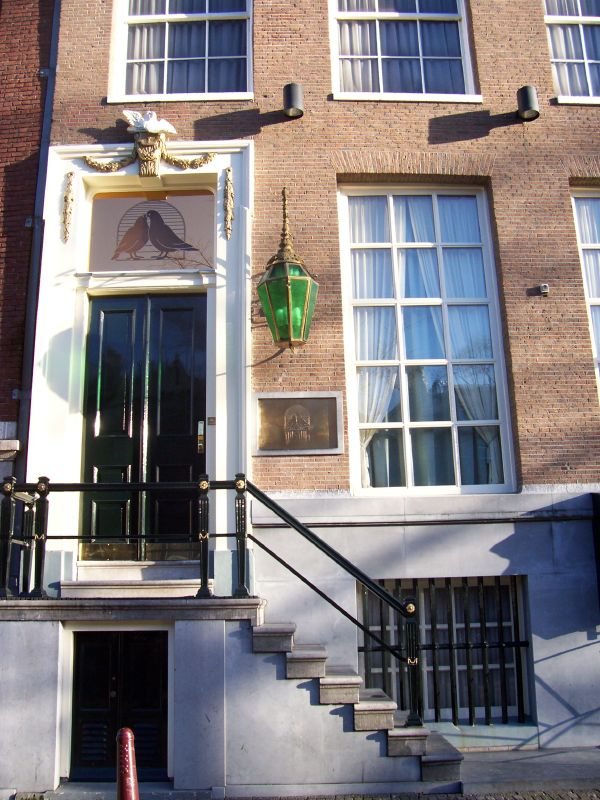
Lo Yab Yum Brothel, celebre "casa chiusa" sul Singel

Il Singel (anticamente: Cingel, letteralmente "cintura", "fossa") – da non confondere con il Singelgracht – è un canale (gracht) e via (su due lati) di Amsterdam, che "taglia" in due la parte settentrionale della città: scavato tra il 1428 e il 1450, è il più antico e il più interno della cosiddetta "cerchia dei canali" (Grachtengordel), a cui - per via della sua "curva" - conferisce la caratteristica forma a ferro di cavallo. Fino al XV secolo, segnava i confini della città.

## Descrizione
Il Singel delimita il confine orientale e meridionale della Nieuwe Zijde ("parte nuova"), il confine meridionale della Oude Zijde ("parte vecchia"), il confine orientale della "Cerchia dei Canali centrale" e il confine settentrionale della "Cerchia dei Canali est" o "Cerchia dei Canali sud"). Si trova tra l'Herengracht ("Canale dei Signori") e Spuistraat.
Scorre dall'IJ fino a Muntplein (la piazza con la celebre Munttoren, la "torre della zecca"), dove si getta nell'Amstel e precisamente nel tratto chiamato Binnen Amstel ("Amstel interno"). È collegato al Singelgracht tramite il Brouwersgracht ("Canale dei birrai").
Molti edifici, specie nella sua parte iniziale, erano in origine dei magazzini adibiti allo stoccaggio delle merci.
Quasi tutti gli edifici con frontone del canale risalgono al periodo compreso tra il 1600 e il 1650.

## Storia
Chiamato in origine Stedegracht ("canale cittadino") , fu realizzato a partire dal 1428 nell'ambito di un progetto di ampliamento della città, la cui superficie passò da 41 a 79 ettari.
Inizialmente era stato concepito come via artificiale per il commercio ed il trasporto delle merci e solo in seguito divenne zona residenziale.
Nel 1481, furono erette sul lato interno del canale le mura cittadine.
Il canale perse la sua funzione difensiva nel 1586, quando la città di Amsterdam - per difendersi dagli Spagnoli - costruì un terrapieno in corrispondenza dello Herengracht.
Da allora, si iniziarono a costruire così lungo il Singel anche delle abitazioni.
Ad inizio 2013, si discusse sull'eventualità di ribattezzare il Singel con il nome Koningsgracht ("Canale della regina") in onore di Beatrice dei Paesi Bassi dopo la sua abdicazione, ma la proposta fu rigettata.

## Edifici e punti d'interesse lungo il canale
- Il Bloemenmarkt, l'ultimo mercato dei fiori galleggiante in città[2]. Risale al 1682[8] e si trova tra Koningsplein e Muntplein[2].
- L'Oude Lutherse Kerk ("Antica chiesa luterana"), risalente al 1633.[4]
- Il Torensluis ("chiusa della torre") o Torensbrug (lett. "ponte della torre"), il ponte più antico (risale al 1648) e più largo della città.[4] Vicino alla Torensluis, si trova la statua dedicata al poeta Multatuli, opera del 1987 dello scultore Hans Bayens.[4]
- Lungo il Singel si trova anche la cosiddetta Poezenboot  (lett. "la barca dei gatti"), una celebre casa galleggiante (woonboot) nota per essere "abitata" da numerosi gatti randagi, a cui il proprietario garantisce vitto e alloggio[1][9]
- Al numero 7 del Singel si trova quella, che con il suo metro di larghezza, è considerata la casa più stretta di Amsterdam.[1] Secondi alcuni, tuttavia, questo primato spetterebbe ad un edificio sulle Jeroenensteeg.[1]
- Al numero 11 del Singel, si trova la Ronde Lutherse Kerk ("Chiesa luterana circolare"), chiamata anche Koepelkerk ("chiesa a cupola") oder Nieuwe Lutherse Kerk ("Nuova Chiesa luterana"), chiesa risalente al 1671 e ricostruita dopo l'incendio che la distrusse nel 1822.[1][4]
- Ai numeri 83-85 si trova la Oude Veerhuis De Swaen, una casa del 1652 che prende il nome da una formella rappresentante un cigno (in lingua olandese: zwaan, antico: swaen), con riferimento al nome del proprietario.[4]
- Al numero 116 del Singel, si trova la Huis met de Neuzen ("Casa con i nasi"), un edificio del 1752.[10]
- Ai numeri 140-142 del Singel, si trova la Huis De Dolphijn, progettata da Hendrick de Keyser il Vecchio, 1599-1602.
- Al numero 182 si trova un'altra celebre casa di Amsterdam. Questo edificio è noto per la sua facciata molto inclinata, una particolarità dovuta sia all'esigenza di guadagnare spazio, sia ai pesi che vi venivano caricati.[4]
- Al numero 295 del Singel si trovava lo Yab Yum Brothel, una celebre casa di tolleranza della città, arredata in modo elegante.[1][2][11]
- Al numero 446 si trova De Krijtberg, una (chiesa cattolica) del 1871.[1]

## Personaggi celebri
- Agnes Block
- Joost van den Vondel, poeta